# Mesonemurus vartianorum
Mesonemurus vartianorum är en insektsart som beskrevs av Hölzel 1972. Mesonemurus vartianorum ingår i släktet Mesonemurus och familjen myrlejonsländor. Inga underarter finns listade i Catalogue of Life.